# Chaitanya
Chaitanya é um filme indiano dirigido por Prathap K. Pothan e lançado em 1991.